# Église des Écoles Pie
L'église du Très Saint Nom de Marie et des Anges Gardiens (en italien : chiesa del Santissimo Nome di Maria e degli Angeli custodi), communément appelée église des Écoles Pie (chiesa delle Scuole Pie), est un édifice de culte situé sur la Piazza delle Scuole Pie, dans le centre historique de Gênes, à quelques dizaines de mètres de la cathédrale San Lorenzo.

## Histoire
L'église a été construite, en partie sur un bâtiment préexistant, par la communauté des Pères Piaristes, présente à Gênes depuis le début du XVIIe siècle et originaire de Savone, qui a également construit une école sur la place. Les travaux de construction commencèrent en 1712, mais ne furent achevés que vers 1770.
Après l'expropriation des monastères et couvents décidée par la République Ligure, les pères Scolopi transférèrent l'école dans l'ancien monastère bénédictin situé dans la plaine de Sant'Andrea, tout en gardant l'église active.
Lors des travaux de restauration de l'église, dans la seconde moitié des années 1980, des vestiges archéologiques de l'époque républicaine romaine et des périodes ultérieures ont été mis au jour.
La place où se trouve le bâtiment a été pendant quelques siècles (les premiers témoignages remontent à 1277) la zone de résidence de l'hôtel de la famille Cicala, probables propriétaires originaux du bâtiment utilisé comme base pour la construction de l'église. Au cours des siècles précédents, la famille avait également construit à proximité deux bâtiments qui furent ensuite inclus dans la liste des palais des Rolli, aujourd'hui connus sous le nom de Palazzo Cicala-Raggio et Palazzo Gio Andrea Cicala.

## Caractéristiques

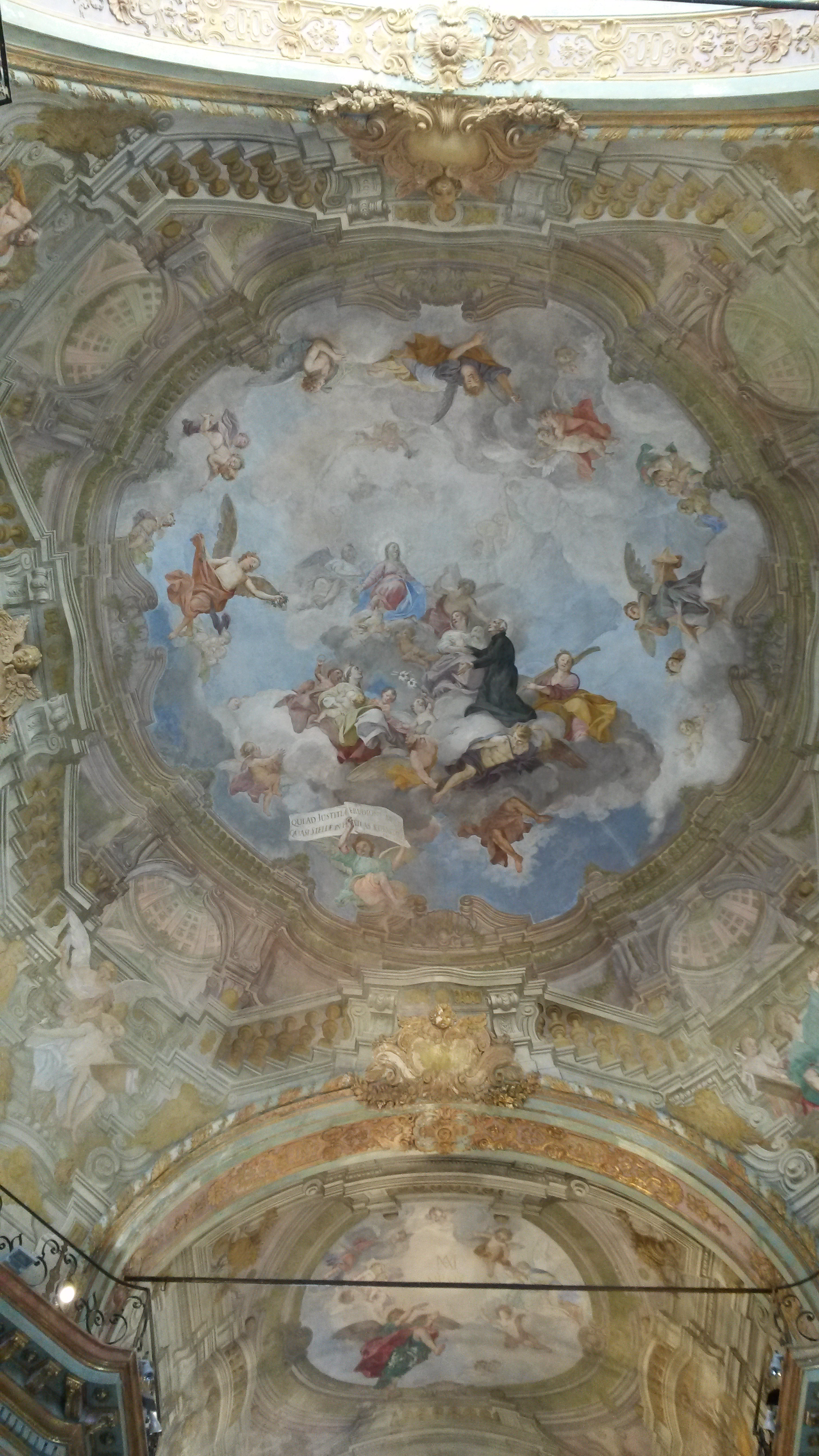
Fresques de la voûte de Galeotti.

L'église est l'un des meilleurs exemples d'architecture du baroque tardif de Gênes.
La façade, à double ordre de demi-colonnes et de pilastres, se termine par un tympan triangulaire, au-dessus duquel une élévation abritait le collège Scolopi. Au centre de la façade se trouve une grande fenêtre encadrée de stuc,.
Giuseppe Galeotti (1709-1778) et Andrea Leoncini ont réalisé plusieurs œuvres à l'intérieur de l'église, parmi lesquelles les fresques représentant Giuseppe Calasanzio, fondateur de l'ordre piariste. Sur la voûte d'ogives de l'unique salle octogonale, Leoncini est l'auteur des quadrature architecturales tandis que Galeotti célébrait en fresque la Gloire de la Vierge et de saint Joseph Calasanzio, tandis qu'au fond, dans la voûte en berceau au-dessus de l'autel, le même artiste a peint à fresque l'Exaltation du nom de Marie. Galeotti a également réalisé quatre tableaux, placés sur autant de piliers de l'église, représentant les saints Jérôme, Ambroise, Grégoire et Augustin.

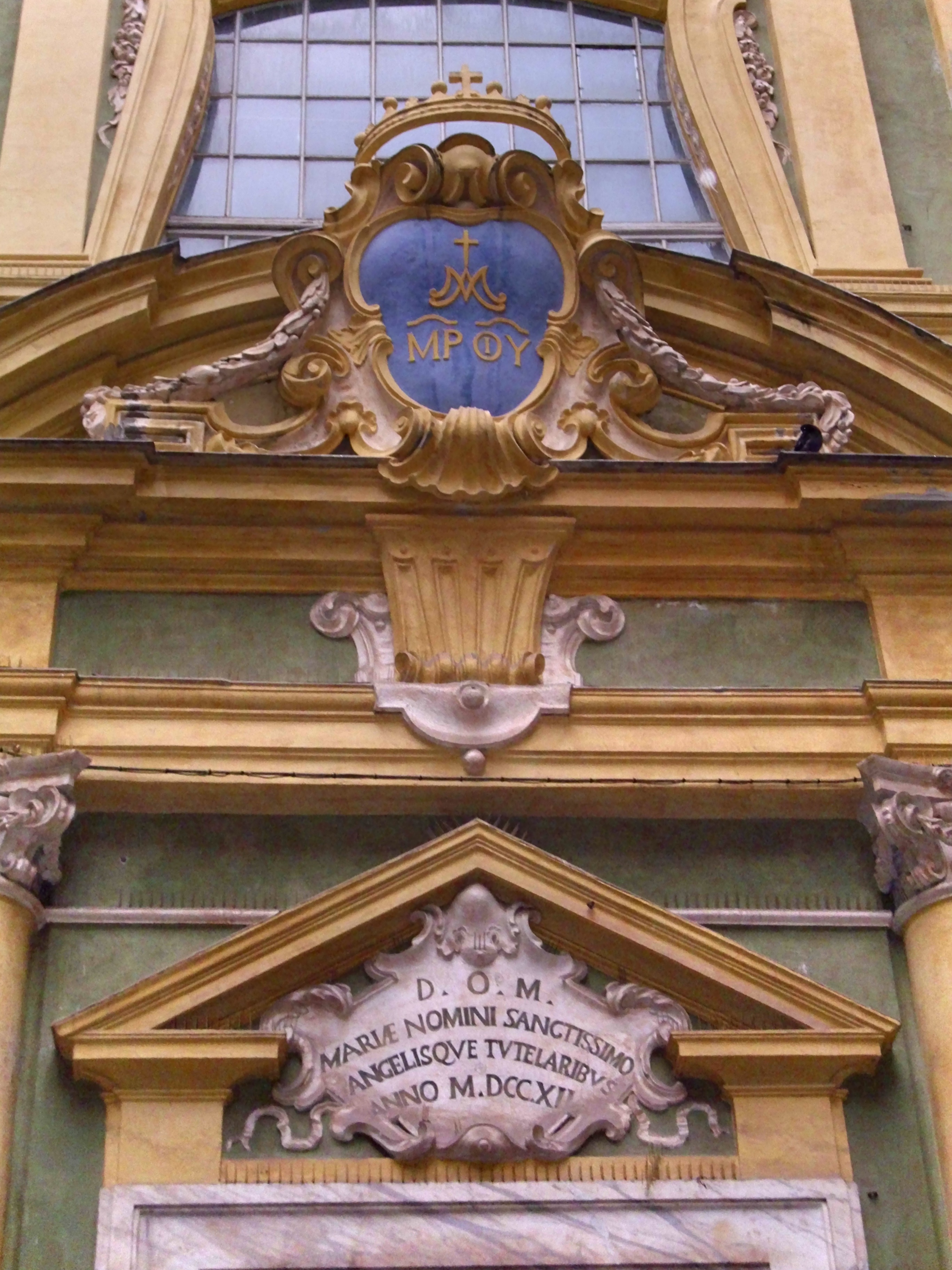
Détail de la façade au dessus de l'entrée du bâtiment.

Francesco Maria Schiaffino a conçu neuf bas-reliefs, avec des épisodes de la Vie de la Vierge, mais étant décédé lors de la création de l'œuvre (en 1765), les autres ont été créés, à partir des dessins de Schiaffino, par ses élèves. Les trois représentant la Scène de la Nativité, la Purification de Marie et la Dispute de Jésus dans le temple sont considérés comme des œuvres créées directement par le sculpteur, tandis que le Mariage de la Vierge, l'Annonciation, la Visitation, la Dormition et la La Descente du Saint-Esprit sont l'œuvre de ses élèves.
La statue de la Vierge à l'Enfant placée sur l'maître-autel est attribuée à Tommaso Orsolino ou Francesco Fanelli,, tandis qu'une représentation picturale de l'ange gardien est l'œuvre de Giovanni Paolo Oderico.
En 1980, les deux tableaux placés sur les autels latéraux ont été volés dans l'église abandonnée, représentant saint Calasanzio (de Jacopo Cestaro, élève de Solimena) et l'Ange Gardien (de Gian Paolo Oderico, disciple de Fiasella). Ce dernier a été retrouvé en 2010 par l'Unité de protection du patrimoine des Carabiniers et restauré grâce aux fonds ministériels. À la place de la première toile, un tissu vert est étendu.
Sous le pavement se trouve une crypte dans laquelle les religieux étaient enterrés.